# Igwe
Igwe – u Ibów bóg nieba i patron wyroczni, brat Ali.